# Anke Domscheit-Berg

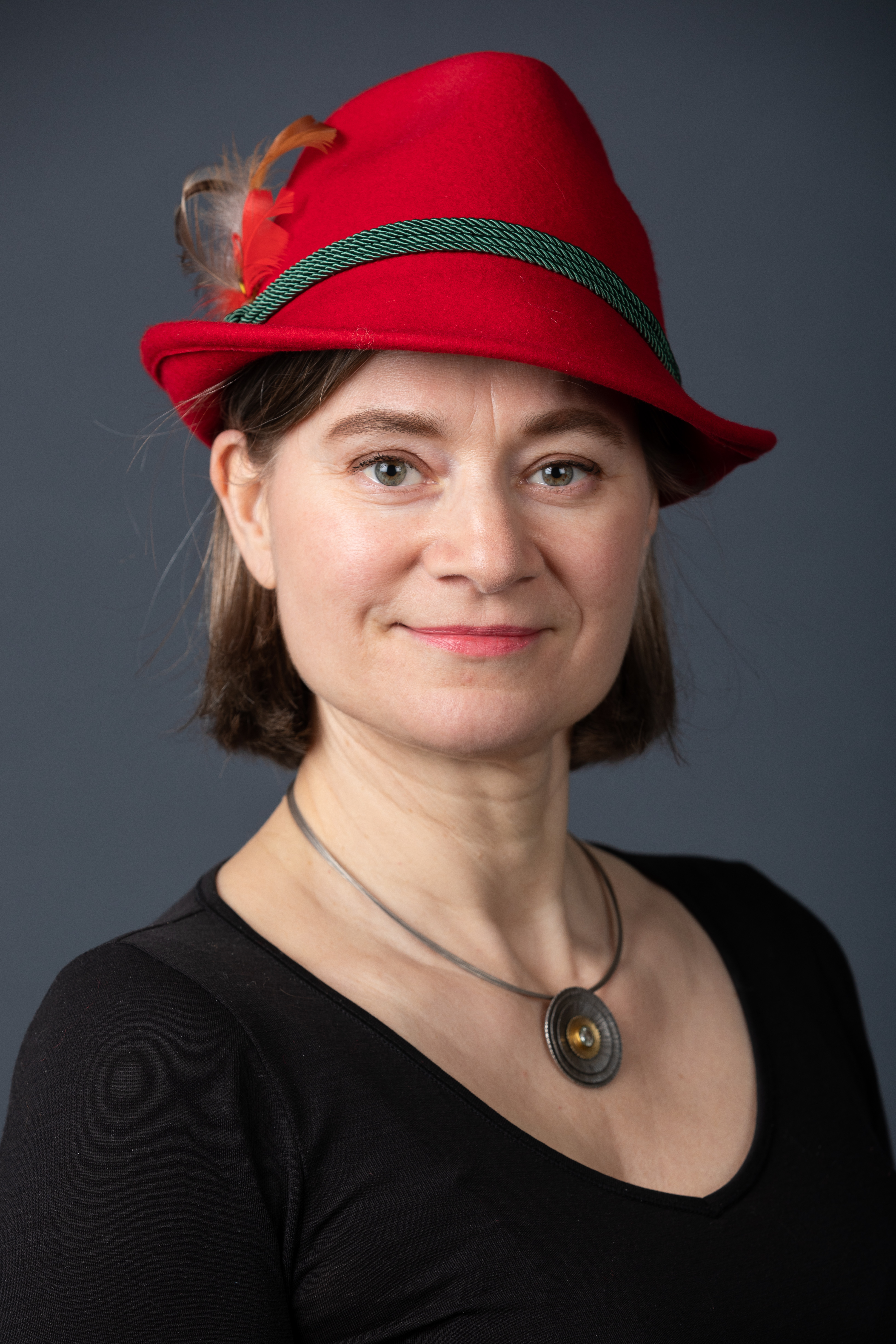
Anke Domscheit-Berg (2020)

Anke Margarete Domscheit-Berg (geborene Domscheit; * 17. Februar 1968 in Premnitz) ist eine deutsche Publizistin, ehemalige Unternehmerin und Politikerin (Die Linke, zuvor parteilos, Piratenpartei Deutschland und Bündnis 90/Die Grünen). Von 2017 bis 2025 war sie Mitglied des Deutschen Bundestages. 

## Leben

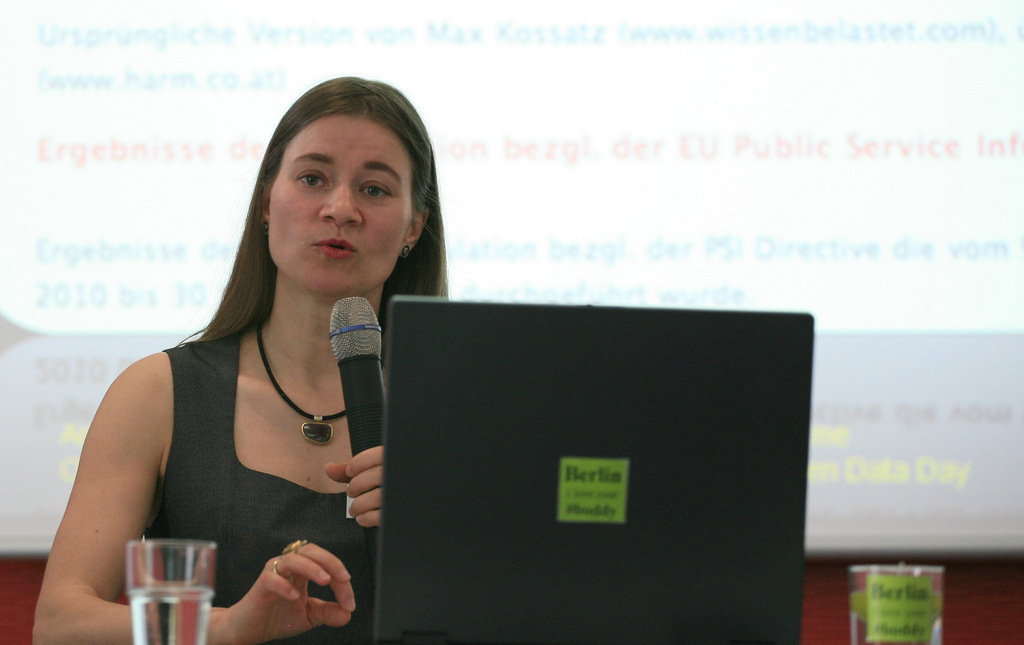
Anke Domscheit-Berg (2011)

Anke Domscheit-Berg wuchs als Tochter einer Kunsthistorikerin und eines Arztes in Müncheberg (Kreis Strausberg) auf. Sie hat eine Schwester und zwei Brüder. Domscheit-Berg besuchte in Müncheberg die Polytechnische Oberschule, bevor sie auf eine Erweiterte Oberschule in Strausberg wechselte, um dort ihr Abitur zu erwerben. Sie studierte ab 1987 Textilkunst an der Fachschule für angewandte Kunst in Schneeberg. Nach der Wende arbeitete sie drei Jahre, um sich ein weiteres Studium leisten zu können. 1993 begann sie ihr Studium der internationalen Betriebswirtschaft an der International Business School Bad Homburg. Schwerpunkte waren Volkswirtschaft und internationale Wirtschaftsbeziehungen sowie die spanische Sprache. Sie schloss ihr Studium 1996 als Bachelor of Arts – International Business Administration ab und erwarb im selben Jahr einen Master of European Business Administration an der Northumbria University in Newcastle.
Nach ihrem Studium arbeitete sie als Unternehmensberaterin bei Accenture und McKinsey. Von 2008 bis 2011 war Domscheit-Berg als Lobbyistin für Microsoft Deutschland tätig. Anschließend machte sie sich als Publizistin und Unternehmerin selbständig. Sie gründete 2016 gemeinsam mit ihrem Ehemann Daniel Domscheit-Berg in Zusammenarbeit mit dem schwedischen Internetpionier Jonas Birgersson ViaEuropa, die Firma soll den dezentralen Ausbau von Glasfasernetzen in Deutschland vorantreiben. 2017 trat sie als Geschäftsführerin zurück.
2010 war sie ehrenamtliche Aufsichtsrätin von Teach First Deutschland. Sie war freiberufliche Politikberaterin beim World Future Council zum Thema Gewalt gegen Frauen und Mädchen und ehrenamtliches Mitglied der Denkfabrik der Welthungerhilfe. 2015 war sie Mitglied der Jury des Deutschen Reporterpreises.
Von Juni 2017 bis Oktober 2017 war sie nebenberuflich wissenschaftliche Mitarbeiterin der Bundestagsabgeordneten Petra Sitte.
Domscheit-Berg ist seit 2000 Mutter eines Kindes. Nach der Trennung vom Vater des Kindes war sie eine Zeit lang alleinerziehend. 2010 heiratete sie Daniel Berg. Sie lebt in Fürstenberg/Havel.

## Engagement für Geschlechtergerechtigkeit
Anke Domscheit-Berg setzt sich für Geschlechtergerechtigkeit in allen gesellschaftlichen Bereichen ein. In Vorträgen, Workshops und Veröffentlichungen engagiert sie sich gegen Sexismus, Gewalt gegen Mädchen und Frauen und Ungleichbehandlung im Beruf und in der Politik.
2007 war Anke Domscheit-Berg als IT-Strategieberaterin bei McKinsey & Company tätig. Sie war dort Projektleiterin der Studie „A Wake Up Call for Female Leadership in Europe“, welche die Aufstiegschancen weiblicher Führungskräfte untersuchte. Die Studie wurde auf dem „Global Summit of Women“ 2007 in Berlin vorgestellt, einer Tagung, auf der 900 beruflich erfolgreiche Frauen aus der ganzen Welt ihre Erfahrungen austauschten. Sie arbeitete auch bei der Studie Women Matter mit, die sich mit dem Einfluss weiblicher Spitzenkräfte auf den Unternehmenserfolg beschäftigte.
Sie war Gründungsmitglied der Initiative FidAR (Frauen in die Aufsichtsräte), die sich für eine gesetzliche Quote für Frauen in Aufsichtsräten einsetzen und von 2003 bis 2010 war sie Mitglied im erweiterten Vorstand der überparteilichen Fraueninitiative Berlin – Stadt der Frauen. 2009 hat sie die Nürnberger Resolution für mehr Frauen in Führungspositionen unterzeichnet und unterstützt sie aktiv.
In einem Kommentar in der Berliner Tageszeitung setzte sie sich 2009 im Gefolge der Wirtschafts- und Finanzkrise mit der Forderung nach mehr Frauen in Führungspositionen auseinander, die ihrer Meinung nach durch die Krise „ein neues Gewicht und eine ganz andere Bedeutung“ gewann. Domscheit-Berg forderte ein „Gleichstellungsgesetz für die Privatwirtschaft und eine Geschlechterquote für Aufsichtsräte“. In einem Artikel für die Wochenzeitung Die Zeit schilderte sie einige Monate später ihre eigenen Erfahrungen als Mutter und Managerin, die sie dazu brachten, sich in Frauennetzwerken wie dem European Women’s Management Development Network zu engagieren. Domscheit-Berg schulte auch Managerinnen großer Unternehmen und hielt Vorträge zum Thema an Universitäten.
Sie war zudem führend in die im Januar 2013 entzündete #aufschrei-Debatte über Alltagssexismus in Deutschland involviert und forderte dabei zur Suche nach neuen Leitbildern für Geschlechterrollen auf.
Sie war 2017 Mit-Initiatorin von Der goldene Zaunpfahl, einer Negativauszeichnung für „absurdes Gendermarketing“.

## Open Government und Netzsicherheit
Anke Domscheit-Berg ist Mitbegründerin des „Government 2.0 Netzwerk Deutschland“ und setzt sich damit für Open Government, also für die Öffnung von Regierung und Verwaltung gegenüber der Öffentlichkeit ein. Dabei können auch Technologien des Web 2.0 verwendet werden. Sie fordert, dass Datenbestände der öffentlichen Verwaltung, sofern sie nicht personenbezogen oder sicherheitsrelevant sind, lizenzfrei und maschinenlesbar im Internet abgerufen werden können (Open Government Data). Sie nahm am „Netzdialog“ des Bundesinnenministers teil, einer Reihe von Gesprächsrunden, bei denen Thomas de Maizière 2010 mit einer Expertenrunde über die Perspektiven der Netzpolitik in Deutschland diskutierte.
In diesem Zusammenhang war sie Initiatorin des Government 2.0 Camps in Deutschland, das 2009 zum ersten Mal stattfand und zur Gründung des Gov20-Netzwerkes führte. 2011 fand es unter dem Namen Open Government Camp in Berlin zum dritten Mal statt.
Sie ist auch aktiv in der Aktionsplattform „Berlin Open Data“ und war Jurymitglied beim ersten deutschen Apps-Wettbewerb, Apps4Berlin, sowie bei der EU Open Data Challenge.
Sie gehört zu den Unterstützern der Charta der Digitalen Grundrechte der Europäischen Union, die Ende November 2016 veröffentlicht wurde.
Zur Verbesserung der Informationssicherheit fordert sie ein vom Bundesministerium des Innern (BMI) unabhängiges Handeln des Bundesamtes für Sicherheit in der Informationstechnik (BSI). Ihres Erachtens könnte das BMI im Hinblick auf die Arbeit der Nachrichtendienste des Bundes sonst in einen Interessenskonflikt mit dem BSI geraten.

## Einstellung zu WikiLeaks
Anke Domscheit-Berg ist seit Sommer 2010 mit dem ehemaligen Sprecher von WikiLeaks und Buchautor Daniel Domscheit-Berg verheiratet, der mit OpenLeaks eine eigene Enthüllungsplattform aufbauen wollte. Im Deutschlandfunk schilderte sie 2010 ihre grundsätzlich positive, aber auch kritische Einstellung zu WikiLeaks. Sie begrüßte, dass WikiLeaks mit der Veröffentlichung von Regierungsdokumenten auf das Ziel transparenter Regierungen und Staatswesen hinarbeitet und erklärte Einzelheiten zur Echtheitsprüfung der an WikiLeaks eingesandten Dokumente. Sie bedauerte, dass im Deutschen kein positiv besetzter Begriff existiert, der dem englischen „Whistleblower“ entspricht. Sie appellierte allerdings auch an das Gewissen und die Verantwortung derer, die Geheimdokumente veröffentlichen. Einen Interessenkonflikt mit ihrer eigenen Tätigkeit bei Microsoft sah sie nicht, da es ihnen beiden um Transparenz gehe.
Das Ehepaar unterstützt die isländische Initiative zu modernen Medien (IMMI), die vor allem investigativen Online-Journalismus rechtlich schützen soll, wie ihn Wikileaks betreibt. Die Entstehungsgeschichte der IMMI ist eng mit WikiLeaks verknüpft.

## Politik
Anke Domscheit-Berg war Mitglied der Partei Bündnis 90/Die Grünen im Berliner Bezirk Mitte. Im Mai 2012 trat sie der Piratenpartei bei. Von August 2013 bis Juli 2014 war Domscheit-Berg Vorsitzende der Brandenburger Piraten.
Bei der Bundestagswahl im September 2013 trat Domscheit-Berg auf Platz 2 der brandenburgischen Landesliste der Piraten und als Direktkandidatin im Wahlkreis Oberhavel – Havelland II an. Bei der Europawahl im Mai 2014 stand sie auf Platz 3 der Piraten-Bundesliste. Bei beiden Wahlen verfehlte sie jedoch einen Einzug ins Parlament.
Im September 2014 trat Anke Domscheit-Berg aus der Piratenpartei aus. Bei der Bundestagswahl 2017 trat sie als parteilose Kandidatin für Die Linke im Wahlkreis Brandenburg an der Havel – Potsdam-Mittelmark I – Havelland III – Teltow-Fläming I und auf Platz 3 der brandenburgischen Landesliste der Partei an. Sie unterlag im Wahlkreis der CDU-Kandidatin Dietlind Tiemann, wurde aber über die Landesliste als Bundestagsabgeordnete gewählt.
Sie ist Obfrau der Linksfraktion im Ausschuss „Digitale Agenda“ und stellvertretendes Mitglied in den Ausschüssen zu Bildung, Forschung, Technikfolgen und Verkehr und Digitale Infrastruktur, sowie der Enquete-Kommission „Künstliche Intelligenz“.
Am 24. April 2021 gab sie ihren Eintritt in die Partei Die Linke bekannt, indes erst exakt, nachdem sie bei der Wahl der Spitzenplätze auf der Brandenburger Landesliste gewonnen hatte. Sie wollte damit den falschen Eindruck vermeiden, dass es taktisch motiviert sei, um ihre Kandidatur zu befördern.
Bei der Bundestagswahl 2021 zog sie über Platz 2 der brandenburgischen Landesliste der Linkspartei in den Bundestag ein.
Bei der Bundestagswahl 2025 kandidierte sie nicht erneut.

## Auszeichnung
Anke Domscheit-Berg erhielt 2010 den Berliner Frauenpreis, den der Senat seit 1988 verleiht. Der Senat erklärte auf seiner Website: „Die Managerin und Lobbyistin für Frauen Anke Domscheit erhielt den Frauenpreis 2010 für ihren langjährigen professionellen, politischen und journalistischen Einsatz für die Vernetzung von Frauen und die Förderung von Gleichstellung in der Wirtschaft.“ Harald Wolf, Senator für Wirtschaft, Technologie und Frauen, sagte: „Sie hat 2007 den Global Summit of Women, den Weltfrauengipfel nach Berlin geholt. Frauen aus fast 90 Ländern kamen nach Berlin, schmiedeten Allianzen und knüpften Netzwerke – als Vertreterinnen von Politik, Nichtregierungsorganisationen und Unternehmen.“

## Bücher
- Mauern einreißen! Weil ich glaube, dass wir die Welt verändern können. Heyne Verlag, München 2014, ISBN 978-3-453-20042-5.
- Ein bisschen gleich ist nicht genug! Warum wir von Geschlechtergerechtigkeit noch weit entfernt sind. Ein Weckruf. Heyne Verlag, München 2015, ISBN 978-3-453-60311-0.[56]